# Texocoyohuac
Texocoyohuac är en ort i Mexiko.   Den ligger i kommunen Zacapoaxtla och delstaten Puebla, i den sydöstra delen av landet, 170 km öster om huvudstaden Mexico City. Texocoyohuac ligger 2 321 meter över havet och antalet invånare är 1 040.
Terrängen runt Texocoyohuac är kuperad. Runt Texocoyohuac är det ganska tätbefolkat, med 129 invånare per kvadratkilometer. Närmaste större samhälle är Zaragoza, 3,8 km öster om Texocoyohuac. I omgivningarna runt Texocoyohuac växer huvudsakligen savannskog.